# Henry Templer Alexander
Henry Templer Alexander, CB, CBE, DSO (* 17. Mai 1911; † 16. März 1977) war ein britischer Generalmajor der British Army, der unter anderem zwischen 1960 und 1961 Chef des Verteidigungsstabes und Kommandeur des Heeres der Streitkräfte Ghanas war.

## Leben

### Militärische Ausbildung und Zweiter Weltkrieg
Alexander, Sohn von Generalmajor Henry Lethbridge Alexander, absolvierte nach dem Besuch der 1525 gegründeten Sedbergh School eine militärische Ausbildung an der Royal Military Academy Sandhurst und trat nach deren Abschluss 1931 als Leutnant (Second Lieutenant) in das Schützenregiment Cameronians (Scottish Rifles) ein. 1934 wurde er zum Oberleutnant (Lieutenant) befördert. Nach seiner Beförderung zum Hauptmann (Captain) 1939 kehrte er an die Royal Military Academy Sandhurst zurück und war dort bis 1940 als Instrukteur tätig. Während des Zweiten Weltkrieges nahm er zwischen 1940 und 1945 an Kampfeinsätzen in Nordafrika, Italien, Britisch-Indien, Burma und Nordwesteuropa teil. 1940 wurde ihm der vorübergehende Rang eines Major (Temporary Major) verliehen. Er fungierte zwischen 1941 und 1942 als Brigade Major und war daraufhin 1942 Generalstabsoffizier Zweiten Grades im Hauptquartier für kombinierte Operationen, ehe er zwischen 1942 und 1943 Generalstabsoffizier Zweiten Grades für Stabsangelegenheiten im Hauptquartier der Alliierten Streitkräfte AFHQ (Allied Force Headquarters) für den Kriegsschauplatz Mittelmeerraum war.
1943 wurde Alexander Mitglied des Order of the British Empire (MBE). Ebenfalls 1943 wurde ihm der Kriegsdienst bezogene Rang eines Major (War Substantive Major) sowie der vorübergehende Rang eines Oberstleutnants (Temporary Lieutenant-Colonel) verliehen. Am 28. Oktober 1943 wurde er am 28. Oktober 1943 kommissarischer Oberstleutnant (Acting Lieutenant-Colonel) und war während des Italienfeldzuges 1944 Kommandeur (Commanding Officer) des 2. Bataillons der Cameronians (Scottish Rifles). Nachdem ihm am 1. April 1944 der kommissarische Rang eines Brigadegeneral (Acting Brigadier) sowie am 28. April 1944 der kriegsdienstbezogene Rang eines Oberstleutnants (War Substantive Lieutenant-Colonel) und der vorübergehende Rang eines Obersts (Temporary Colonel) verliehen wurde, war er Offizier im Operationsstab der von Generalmajor Orde Charles Wingate kommandierten Spezialeinheit Chindits während der Operation Thursday.
Alexander, dem 1945 das Offizierskreuz des Order of the British Empire (OBE) verliehen wurde, war nach Kriegsende zwischen 1945 und 1946 Generalstabsoffizier Ersten Grades und nach seiner Beförderung zum Major von 1946 bis 1947 Chefinstrukteur an der Schule für kombinierte Operationen (School of Combined Operations). Anschließend fungierte er zwischen 1948 und 1950 als Generalstabsoffizier Ersten Grades für Operationen bei den Überseestreitkräften in Hongkong (British Forces Overseas Hong Kong) sowie von 1950 bis 1952 als Generalstabsoffizier Ersten Grades im Führungsstab des Staff College Camberley. Während der dortigen Verwendung wurde ihm am 1. Juli 1951 der Brevet-Rang eines Oberstleutnants (Lieutenant-Colonel) verliehen, ehe er am 6. Juni 1953 zum Oberstleutnant (Lieutenant-Colonel) befördert wurde. Als solcher war er zwischen 1954 und 1955 Kommandeur des 1. Bataillons der Cameronians (Scottish Rifles). Am 27. Mai 1955 erfolgte seine Beförderung zum Oberst (Colonel), wobei diese Beförderung auf den 9. Juni 1954 zurückdatiert wurde. In der Folgezeit war er von 1955 bis 1957 Kommandeur der 26. Gurkha-Infanteriebrigade (26th Gurkha Infantry Brigade).

### Aufstieg zum Generalmajor und Generalstabschef Ghanas
Alexander, dem 1957 für seine Verdienste als Kommandeur der 26th Gurkha Infantry Brigade im Kampf gegen kommunistische Rebellen der Distinguished Service Order (DSO) verliehen wurde, war 1958 Leitender Ausbilder am Staff College Camberley. Nach seiner Beförderung zum Brigadegeneral (Brigadier) am 1. Januar 1959 wurde er Generalstabsoffizier im Büro des Chefs des Imperialen Generalstabes, Feldmarschall Francis Festing und absolvierte zugleich auch das Imperial Defence College.
Am 11. Januar 1960 wurde ihm zunächst der vorübergehende Rang eines Generalmajors (Temporary Major-General) verliehen, ehe er am 15. Januar 1960 zum Generalmajor (Major-General) befördert wurde. Im Anschluss wurde Alexander, der 1960 Commander des Order of the British Empire wurde, am 11. Januar 1960 Nachfolger von Generalmajor A. G. V. Paley als Kommandeur des Heeres von Ghana. Zugleich übernahm er den neu geschaffenen Posten als Chef des Verteidigungsstabes der Streitkräfte Ghanas. Er versah diese Funktionen in Personalunion bis zum 24. Dezember 1961 und wurde daraufhin als Chef des Verteidigungsstabes durch Generalmajor Stephen Otu sowie als Heereskommandeur durch Brigadegeneral Joseph Arthur Ankrah abgelöst, der zuvor Kommandeur des ghanaischen Kontingents während der Operation der Vereinten Nationen in Kongo war.
Nach seiner Rückkehr wurde Alexander, dem für seine Verdienste auch der Titel eines Companion des Order of the Bath (CB) verliehen wurde, am 25. Juni 1962 Chef des Stabes des zu den Heimattruppen gehörenden Nordkommando (Northern Command) in York und verblieb auf diesem Posten bis zum 1. Juni 1965. Am 25. Juni 1965 erfolgte seine Versetzung in den Ruhestand. 1968 nahm er die Funktion als britischer Vertreter im Internationalen Beobachterteam während des Biafra-Krieg in Nigeria wahr. Er war zuletzt als Nachfolger von Generalleutnant George Collingwood zwischen dem 1. Januar 1969 und dem 11. November 1973 Honorary Colonel der Cameronians (Scottish Rifles) beziehungsweise seit dem 1. Juli 1970 Representative Colonel dieses Regiments. Sein Nachfolger wurde daraufhin am 11. November 1975 Brigadegeneral David Balfour Riddell-Webster.

## Veröffentlichung
- African tightrope. My two years as Nkrumah’s Chief of Staff, Pall Mall Press, London, 1965